# Военный билет (Россия)
Военный билет Вооружённых сил России — документ, выдаваемый гражданину перед прохождением службы в Вооружённых силах и иных «силовых» ведомствах, где предусмотрена военная служба, а также в случае освобождения от воинской обязанности или зачисления в запас.
«Военный билет офицера запаса» выдается в военном комиссариате взамен «удостоверения личности военнослужащего» после увольнения офицера с действительной военной службы. Для военнослужащих, проходящих военную службу по призыву, является документом, заменяющим паспорт. Ранее в Советской России назывался учётно-воинский билет.

## Информационное содержание
Помимо информации общего плана, такой как фамилия, имя и отчество (ФИО), даты и места рождения, образования, гражданской специальности и наличие спортивного разряда, военный билет может содержать ряд специфичной информации, такой как:
- Решение призывной комиссии;
- Отметки о прохождении военной (альтернативной гражданской) службы, должность и ВУС;
- Воинское звание, классности по специальности;
- Государственные (ведомственные) награды и знаки;
- Ранения и контузии;
- Перечень вооружения и технического имущества, закреплённых за военнослужащим;
- Информация по пребыванию в запасе;
- Информация о прохождении военных сборов;
- Антропометрические измерения (рост, окружность головы, размер противогаза, ростовка (размер обмундирования), размер обуви;
- Отметки о приёме и снятии с воинского учёта.
- Отметка о принятии военной присяги или принесении обязательства. Делается отметка начальником штаба воинской части, следующего содержания: «К Военной присяге приведён (обязательство принес)», а также указываются число, месяц и год приведения (принесения).

В СССР в военном билете указывались обязательные пункты:
- Национальность
- Членство в партии (с какого года) — ввиду однопартийной системы указывалась партия КПСС;
- Членство в комсомоле (ВЛКСМ) (с какого года) — графа для тех, кто был беспартийным, но состоял в комсомоле.

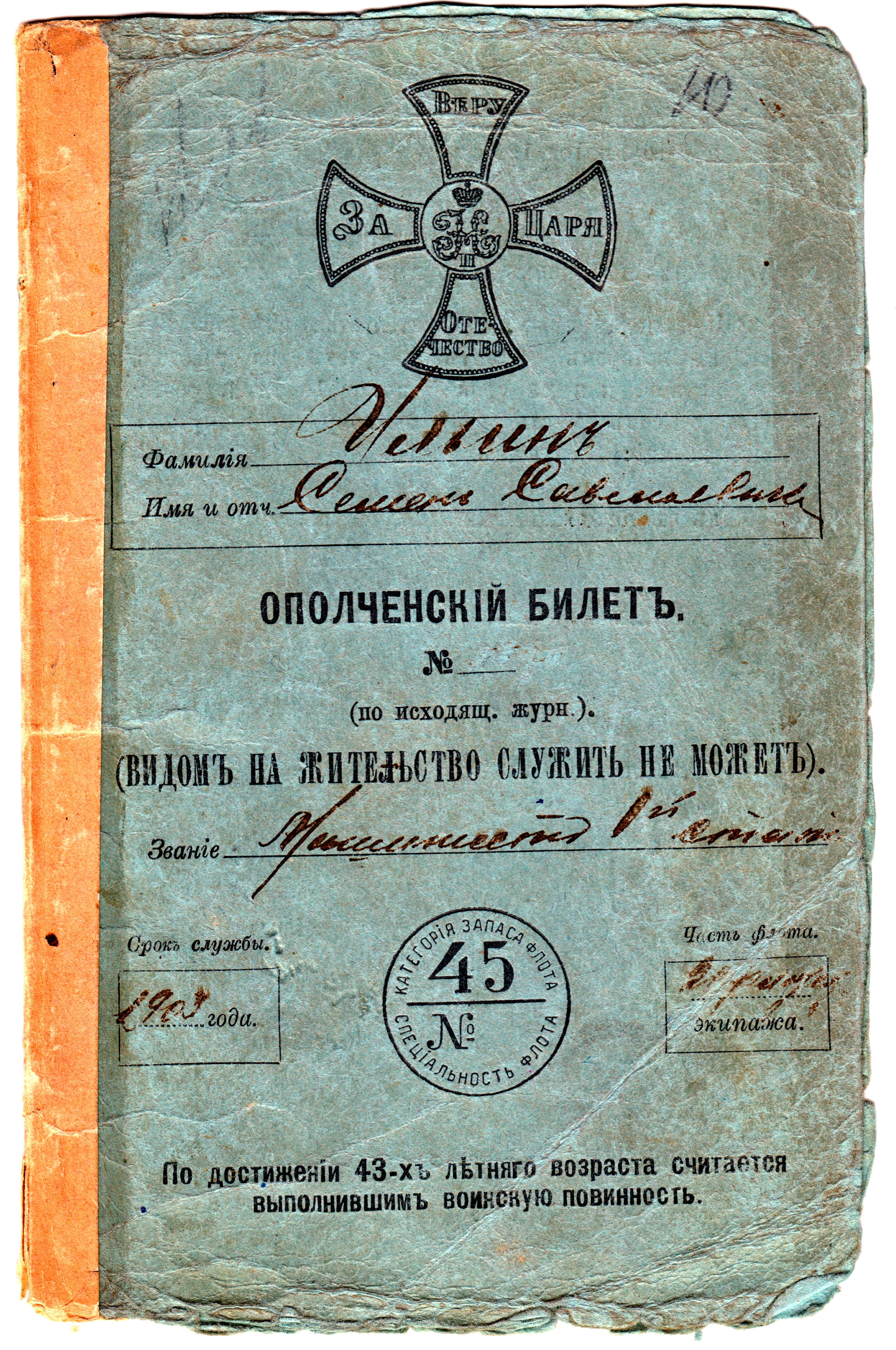
Ополченский билет армии и флота Российской империи, 1903 г.
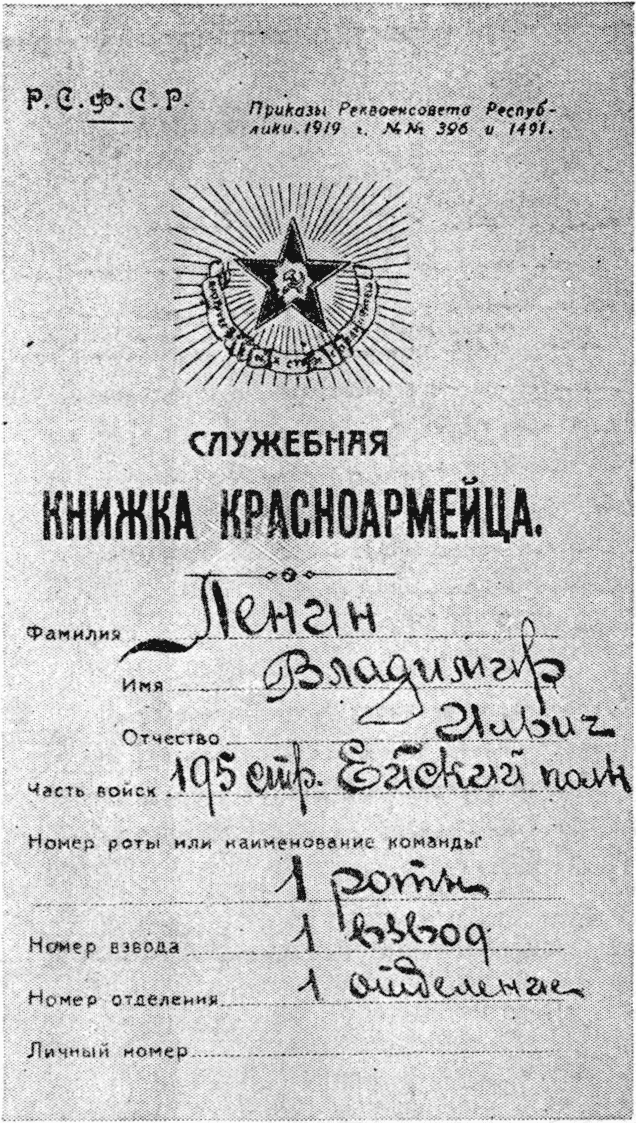
Служебная книжка красноармейца, РСФСР, 1919 г.
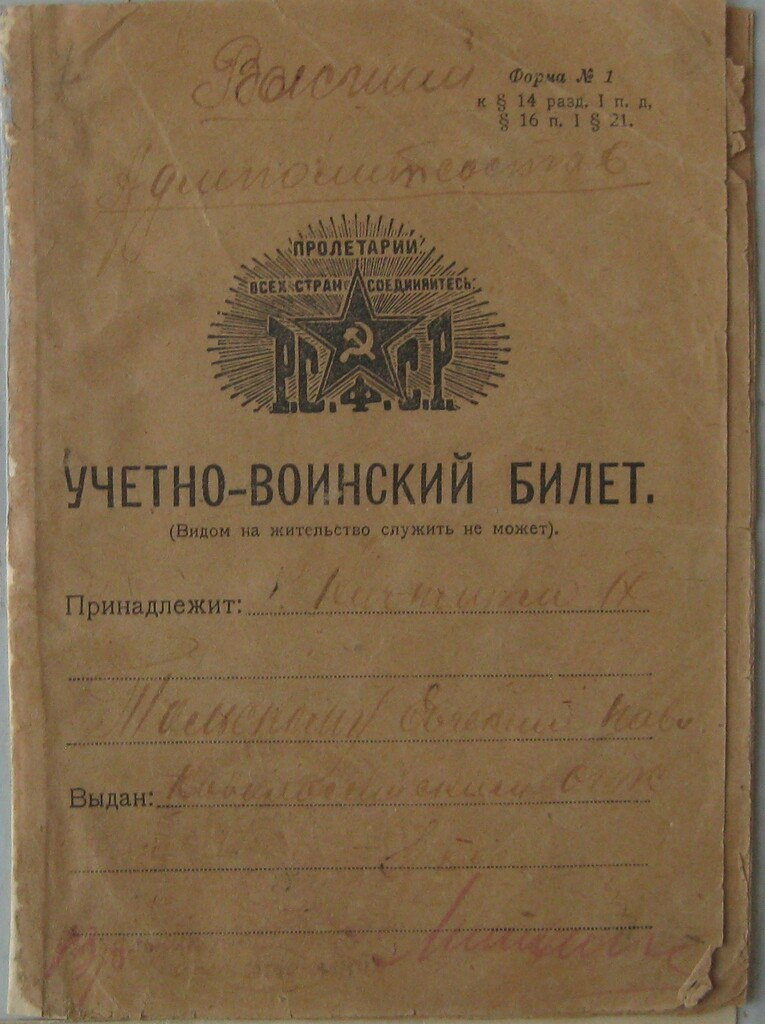
Учётно-воинский билет, 1921 г.
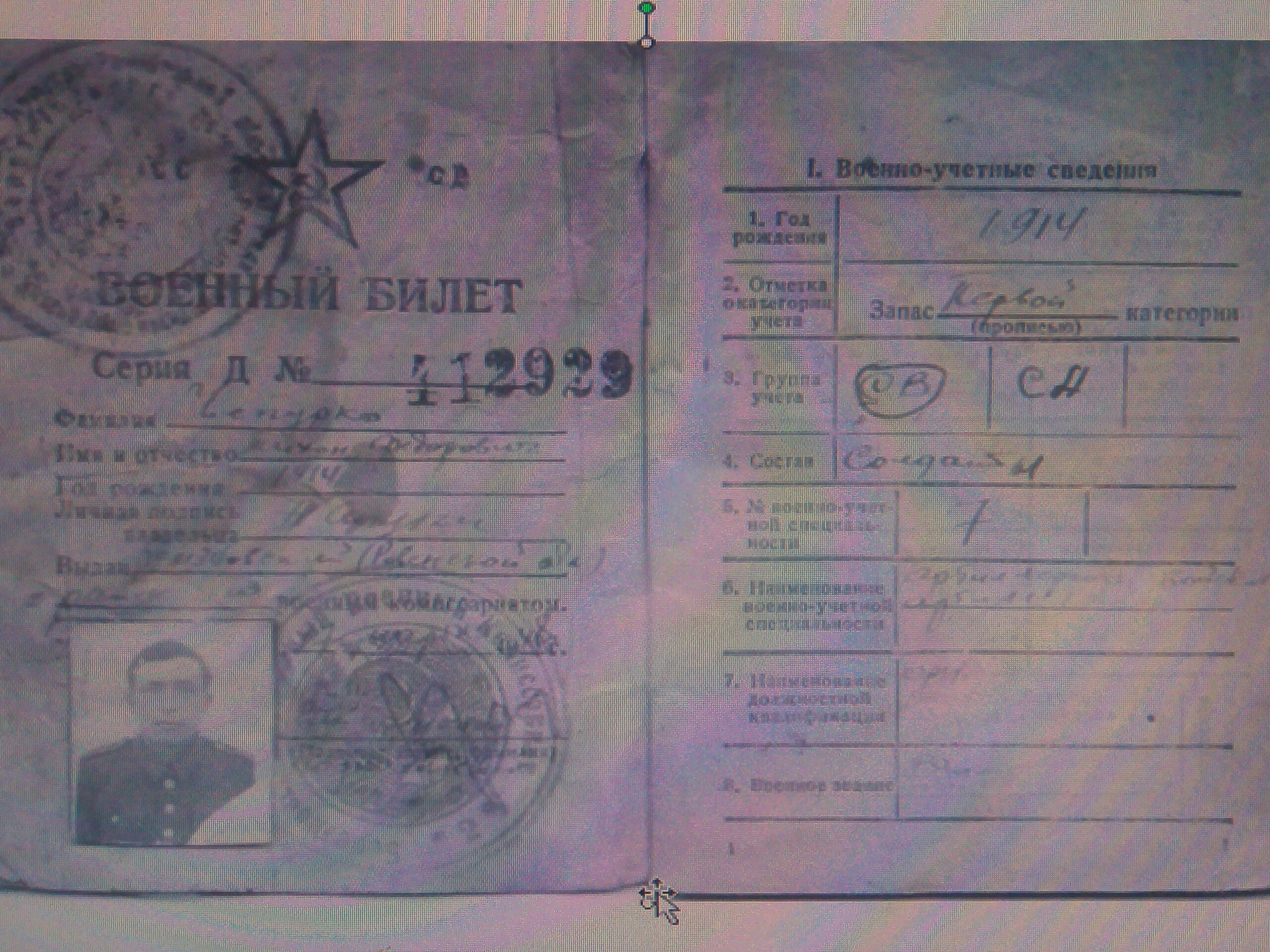
Военный билет, СССР, 1948 г.
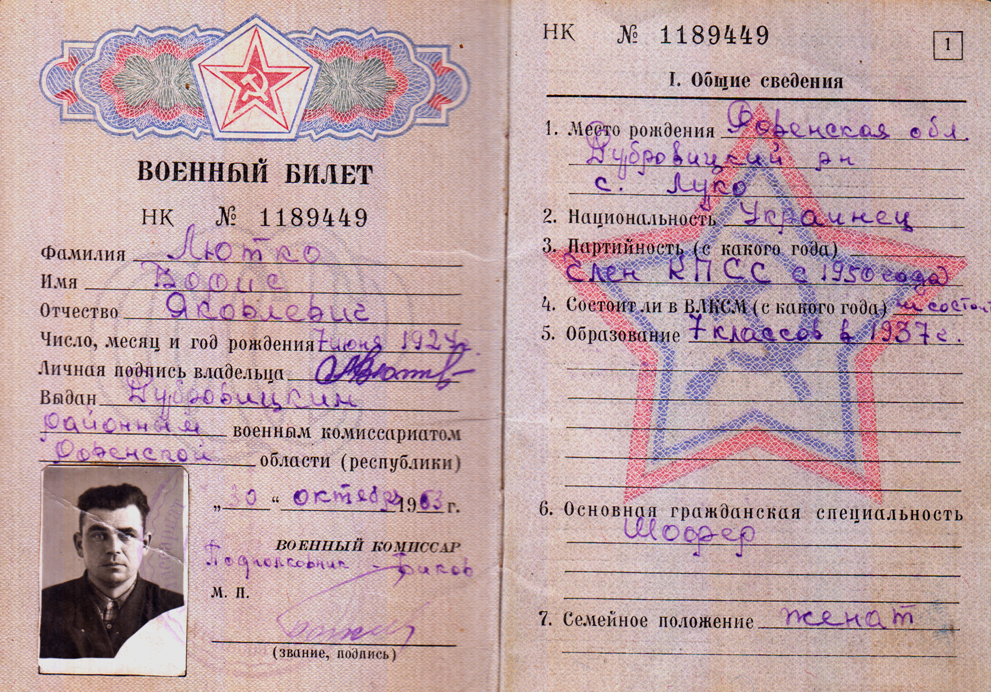
Военный билет, СССР, 1963 г.
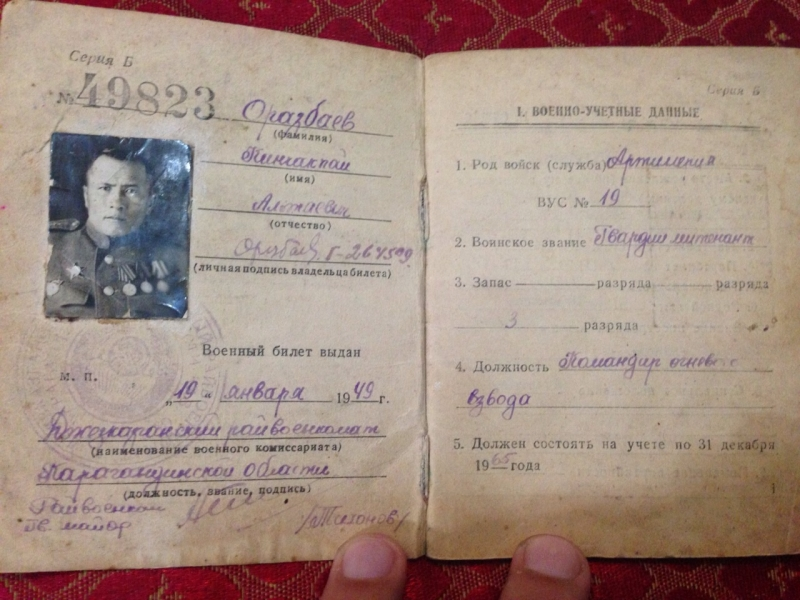
Военный билет офицера запаса, СССР, 1949 г.
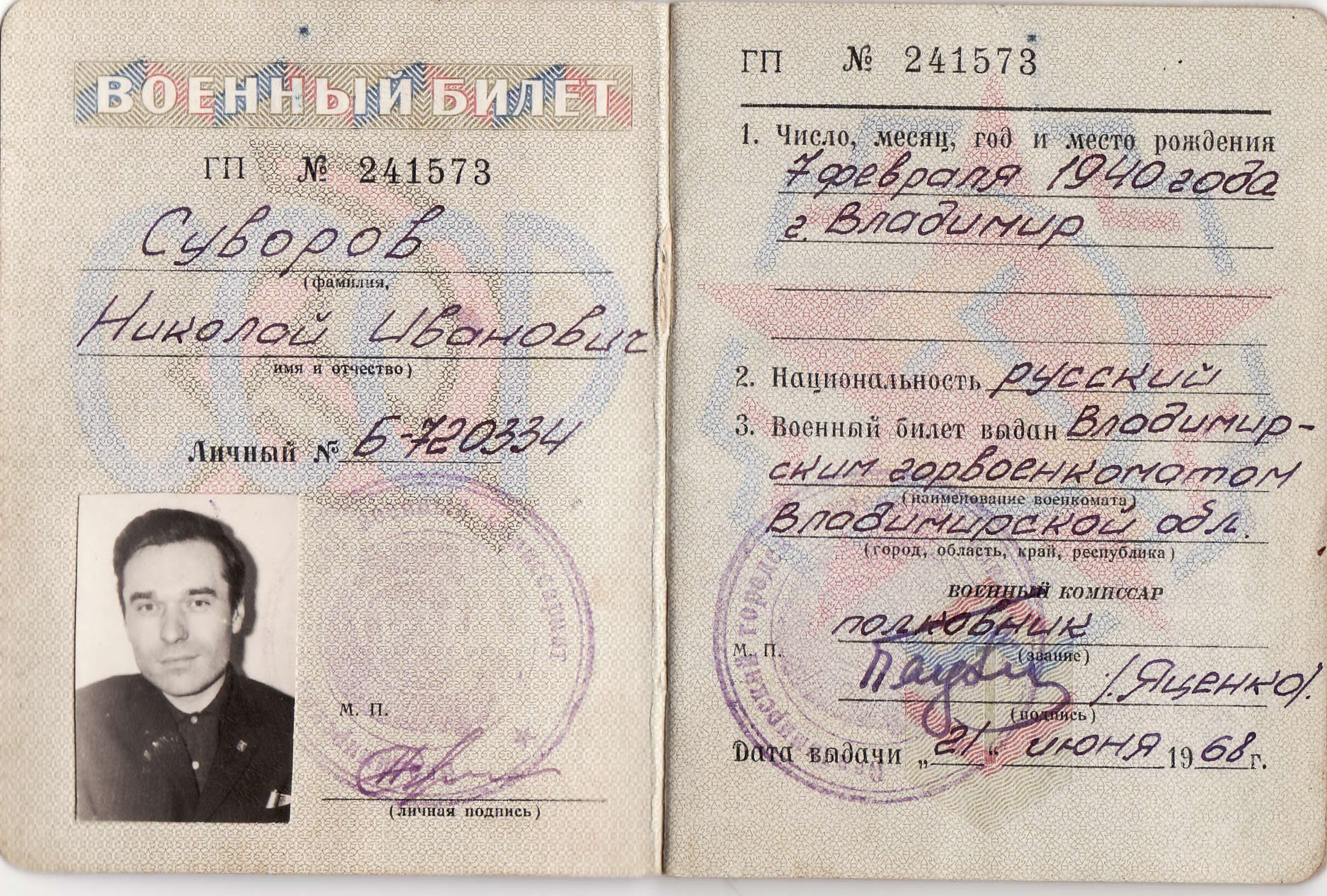
Военный билет офицера запаса, СССР, 1968 г.

### Выдача
Военный билет получают следующие категории граждан:
- Граждане, призванные на военную службу по призыву в вооружённые силы России и другие «силовые» ведомства, где предусмотрена военная служба. При дальнейшем поступлении на военную службу по контракту, увольнений в запас — военный билет сохраняется за тем, кому был выдан с внесением соответствующих отметок.
- Военнообязанные граждане женского пола при постановке на воинский учёт.
- Граждане, признанные по состоянию здоровья ограниченно годными или не годными к военной службе.
- Граждане, окончившие военную кафедру при высшем учебном заведении с присвоением воинского звания офицера запаса, получают военный билет офицера запаса.
- Офицеры (военнослужащие), уволенные с действительной военной службы в запас, получают военный билет офицера запаса, взамен удостоверения личности военнослужащего, после увольнения.

В современной России выдаются военные билеты двух образцов (формы № 1 и № 2):
- военный билет (солдата, матроса, сержанта, старшины, прапорщика, мичмана) (36 страниц с 2021 г.)
- военный билет офицера запаса (40 страниц с 2014 г.)

Форма, порядок ведения и хранения военных билетов по состоянию на 2022 год регламентируются приказом министра обороны № 700. Кроме военных билетов, существуют также Временное удостоверение, выданное взамен военного билета офицера запаса (форма № 4) и Временное удостоверение, выданное взамен военного билета (форма № 3).
Также с 9 декабря 2018 года возможна выдача персональной электронной карты (форма № 1/К). ПЭК военнослужащего выдаётся вместо военного билета только с согласия военнослужащего (военнослужащего запаса).

#### Военные билеты, выдававшиеся в 2007—2014 гг.

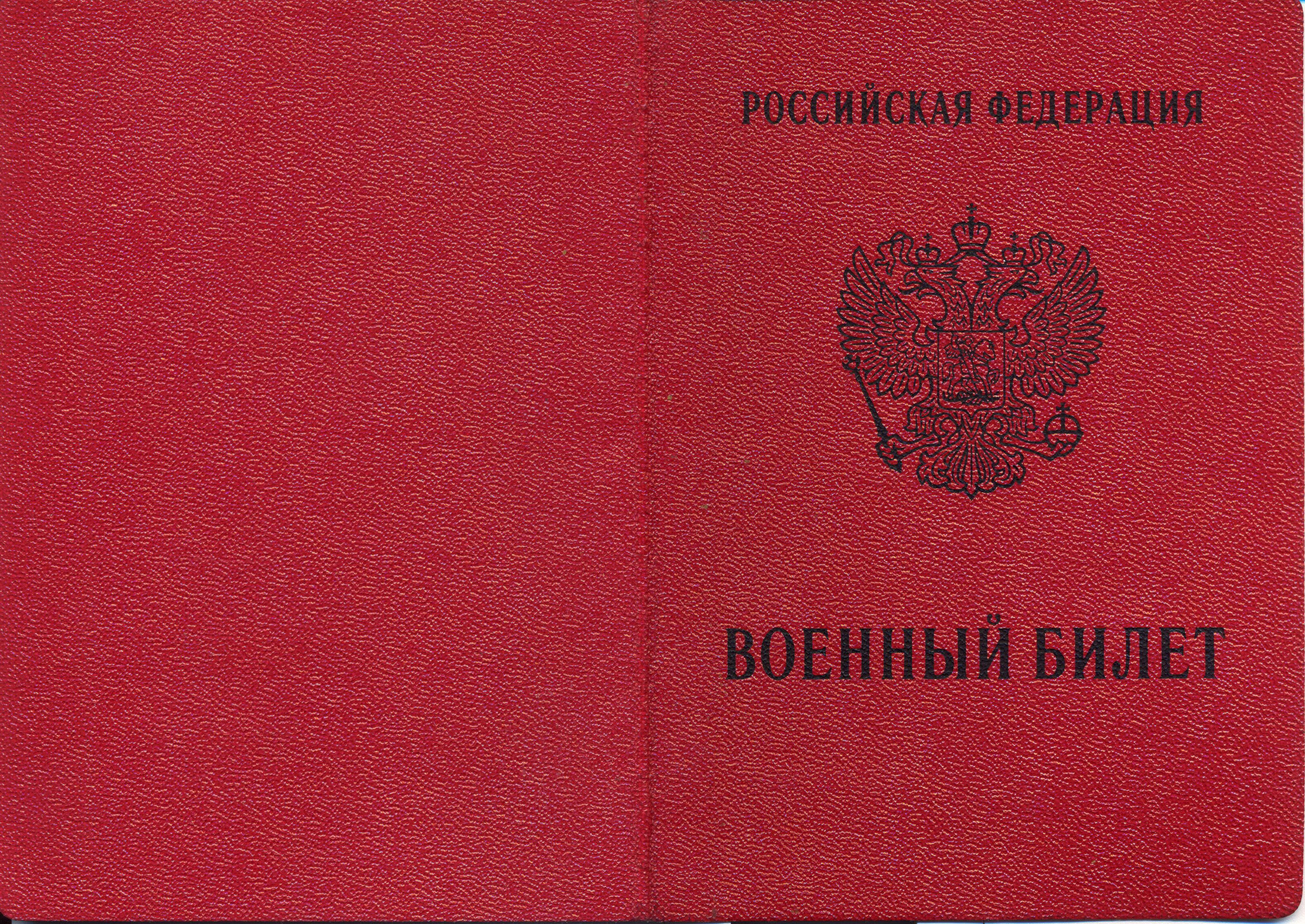
Обложка
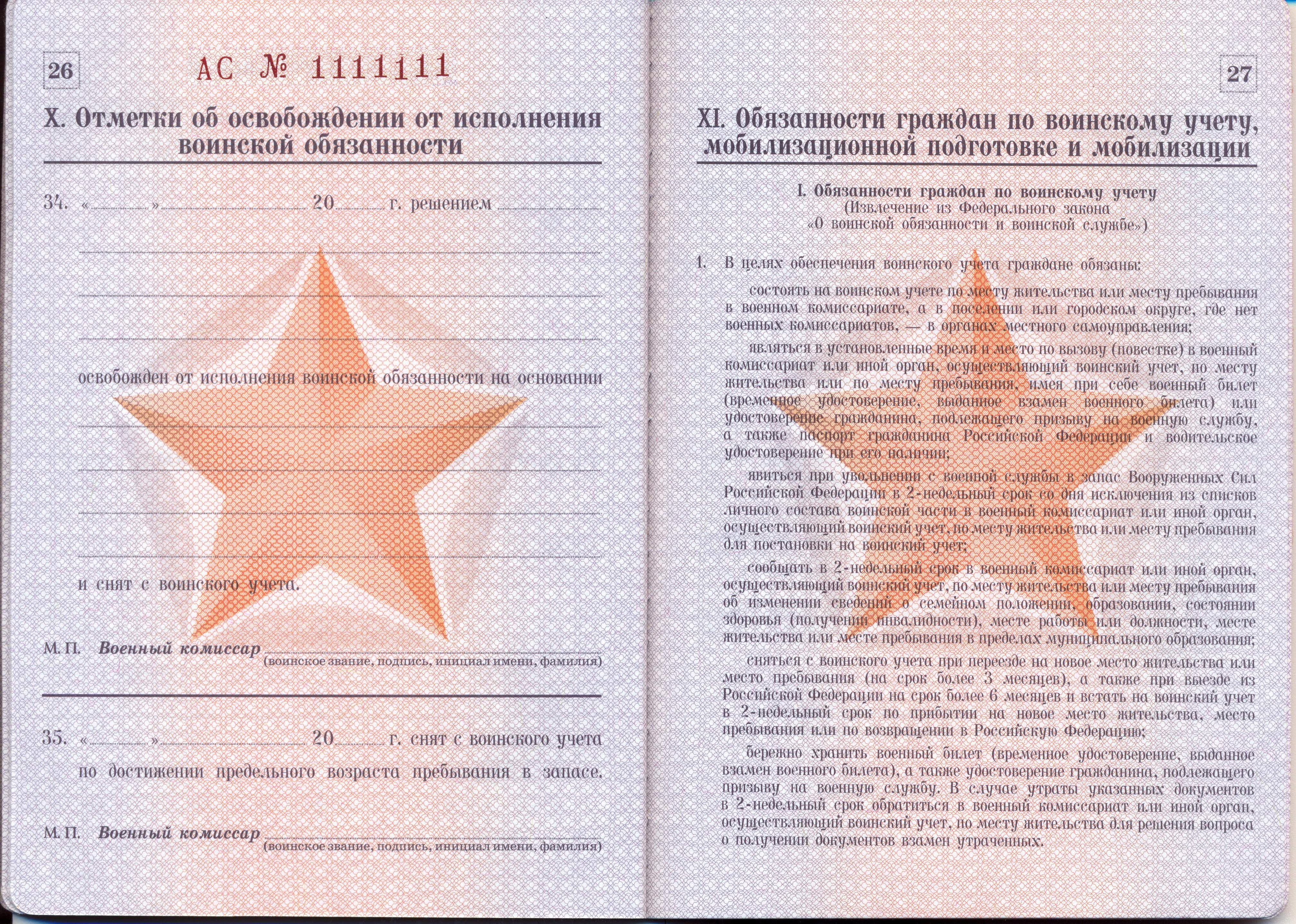
Страницы 26-27
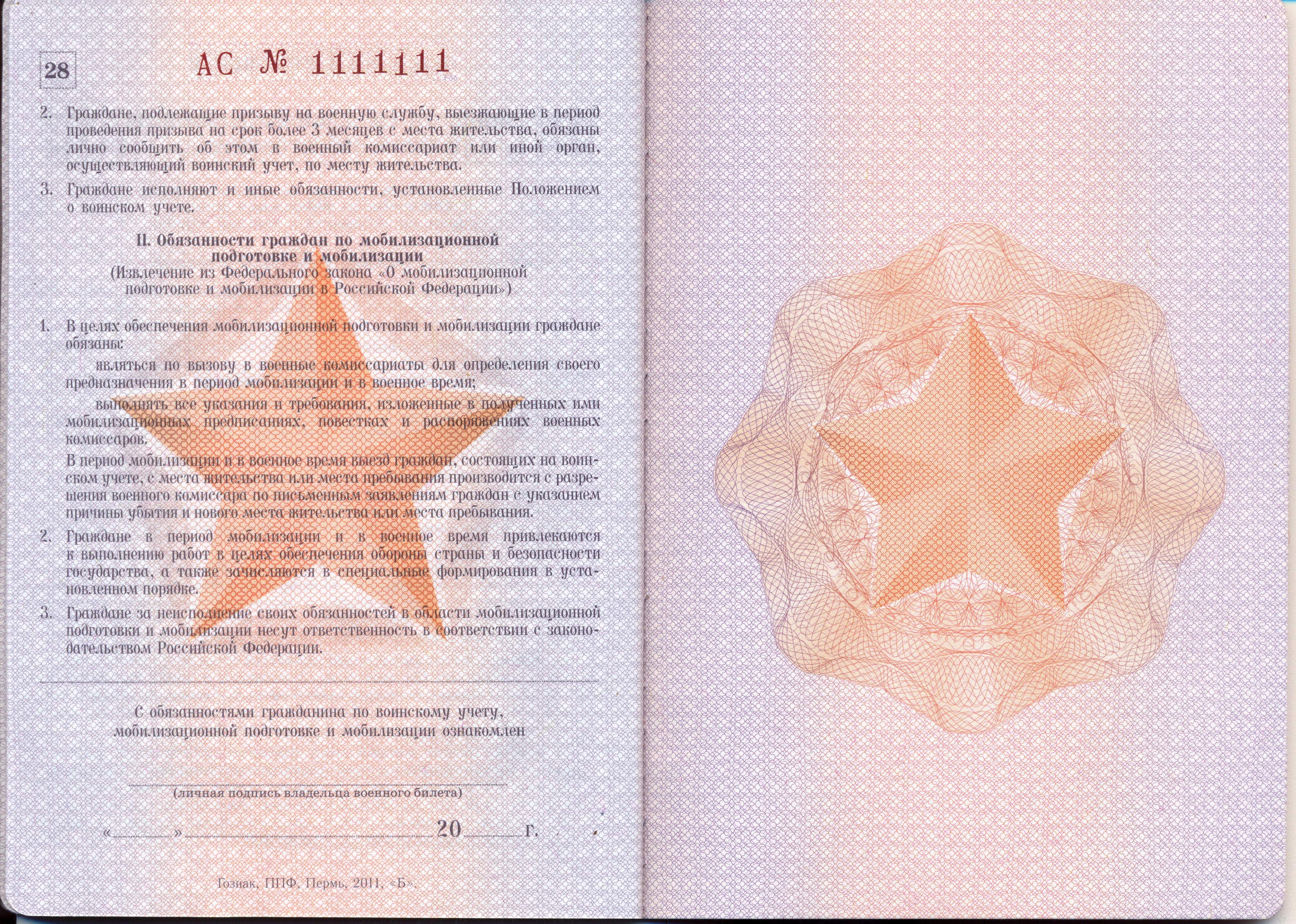
Страница 28 и задний форзац
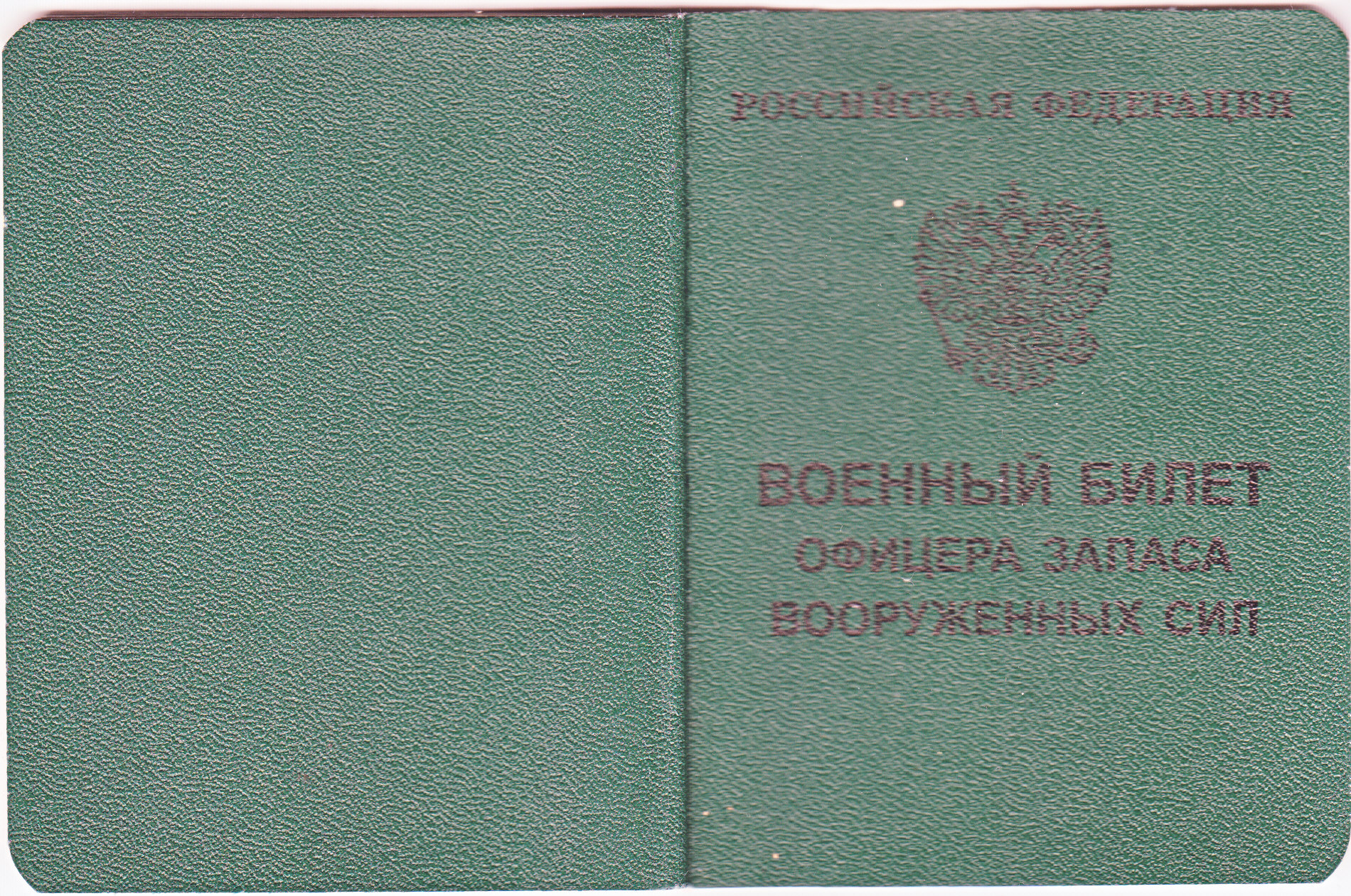
Обложка
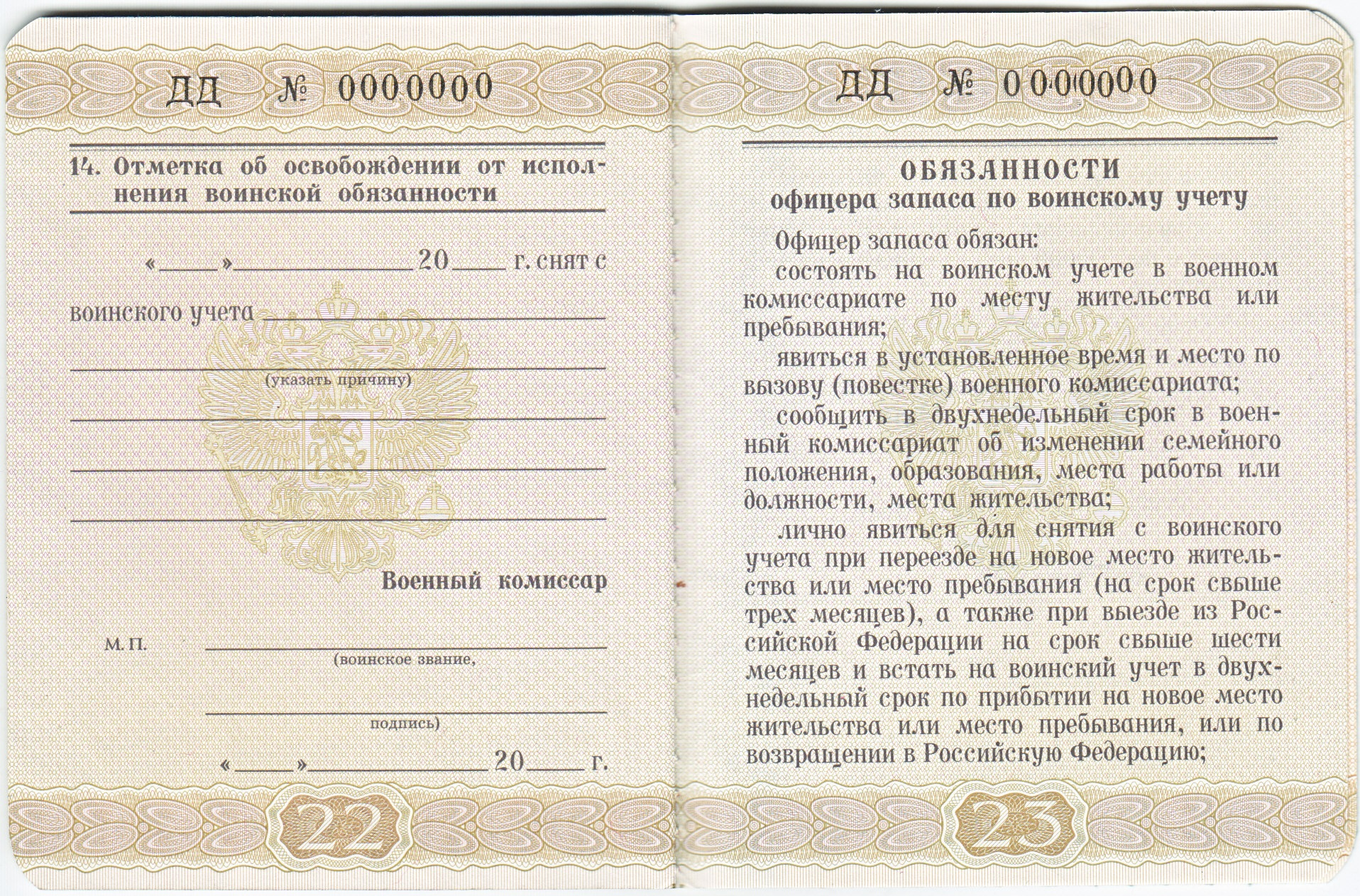
Страницы 22-23
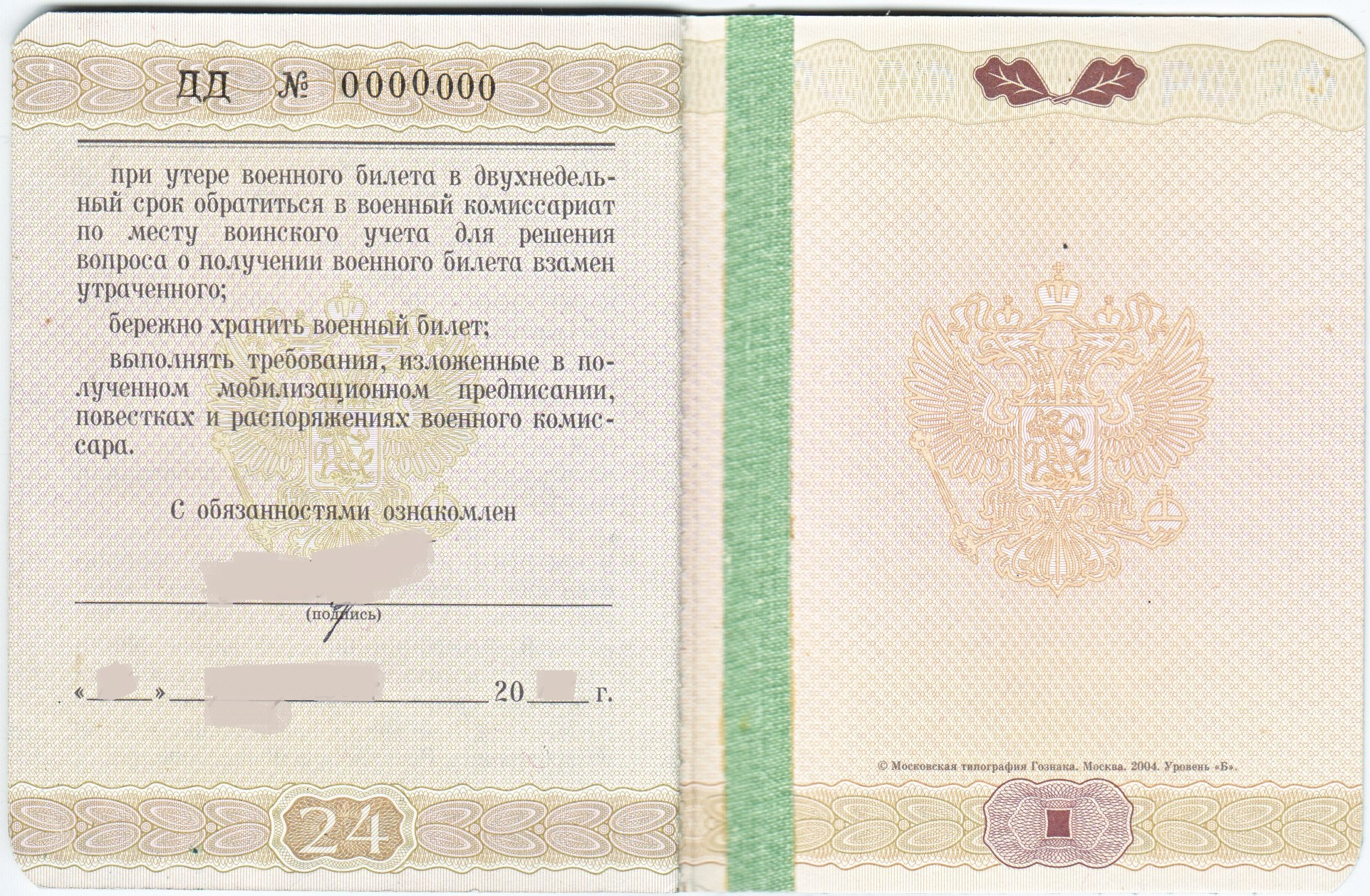
Страница 24 и задний форзац

## Интересные факты
- Граждане, признанные негодными к военной службе, несмотря на то, что военный билет у них того же образца, что и у прочих категорий военнообязанных, часто именуются в разговорной речи «белобилетниками». Это название возникло в дореволюционной России, где негодным к воинской службе выдавался т. н. «белый билет».
- Существует масса организаций, занимающихся помощью в получении военного билета. Помощь, в основном, оказывается в виде юридической консультации военнообязанного, путём точного разъяснения прав призывника. В результате гражданам помогают получить военный билет или отсрочку. В подавляющем большинстве случаев такая помощь является законной, так как военкоматы сами очень часто нарушают закон (из-за нехватки призывников), отправляя служить больных либо не разъясняя призывникам их прав[8][9].
- В 2016 году российская армия планировала перейти на использование Персональной электронной карты военнослужащего — ПЭК. Среди основных заявленных полезных функций, кроме объединения всех документов военнослужащего в один, была также заявлена система контроля доступа на объекты, учета питания, учета успеваемости и доступ к единой информационной среде[10].